# Philip Jones Griffiths
Philip Jones Griffiths (Rhuddlan, 18 febbraio 1936 – Londra, 19 marzo 2008) è stato un fotoreporter gallese.

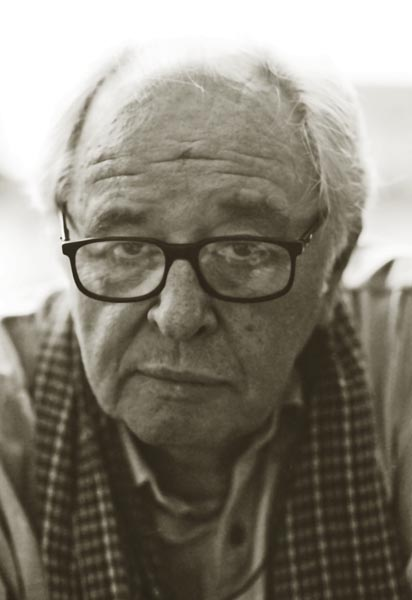
Philip Jones Griffiths a Bali

Noto in particolare per le sue fotografie relative alla guerra vietnamita, Griffiths vive personalmente questa guerra con l'obiettivo di rendere consapevoli gli americani della brutalità del conflitto e delle tragiche condizioni dei soldati e dei civili in Vietnam. Scatta fotografie che contribuiscono a modificare l'opinione pubblica statunitense, ponendo la sua stessa vita a rischio.

## Biografia
Nato a Rhuddlan, in Denbighshire, Griffiths trascorre un'infanzia felice; giocò in una squadra di rugby e frequentò scuole locali.
Il padre, Joseph Griffiths, lavorava presso la London, Midland and Scottish Railway, una società ferroviaria, mentre la madre Catherine Jones era un'ostetrica.
In un'epoca in cui le fotografie accompagnate da didascalie andavano assumendo sempre maggior importanza in riviste di grande fama come Life, già all'età di 14 anni in Griffiths emerge la passione per la fotografia. La sua carriera di fotografo inizia negli anni '50 presso il Golden Sands Holiday Camp di Rhyl, dove scatta fotografie in occasione di eventi nuziali. Avviato dai genitori agli studi di farmacia presso l'università di Liverpool, nel 1959 viene assunto alla Boots, una nota farmacia londinese. Questo non gli impedì comunque di lavorare part-time per il quotidiano britannico The Guardian e come cameraman alla Granada Television. Griffiths infatti svolgeva alla Boots il turno notturno per poter fotografare durante il giorno e vendere le proprie foto ai giornali per finanziare i suoi progetti futuri.
Nel 1961 Griffiths entra in contatto con fotografi come Don McCullin, Michael Peto, Colin Jones e Jane Bown. Fa la conoscenza anche di Ian Berry, ex fotografo di Drum Magazine e primo membro dell'agenzia fotografica Magnum Photos.
Inizia a lavorare per il periodico britannico The Observer e nel 1962 ottiene il suo primo grande successo andando in Algeria per documentare la guerra fra l'esercito francese e gli indipendentisti algerini guidati dal Fronte di Liberazione Nazionale. Per premiare questa sua iniziativa,The Observer riserva un'intera pagina alle fotografie da lui scattate.

### L'esperienza in Vietnam
Nel 1966 Griffiths diventa membro della Magnum Photos e arriva in Vietnam. In seguito a una serie di viaggi infatti emerge in lui la volontà di dedicarsi a un unico grande progetto che lo porta a dirigersi verso l'Oriente.

"Decisi che la cosa più importante da fare fosse appassionarsi a qualcosa, e non c'era bisogno di essere un genio nel '66 per capire che in Vietnam stesse accadendo qualcosa di veramente importante", sostiene Griffiths durante un'intervista.

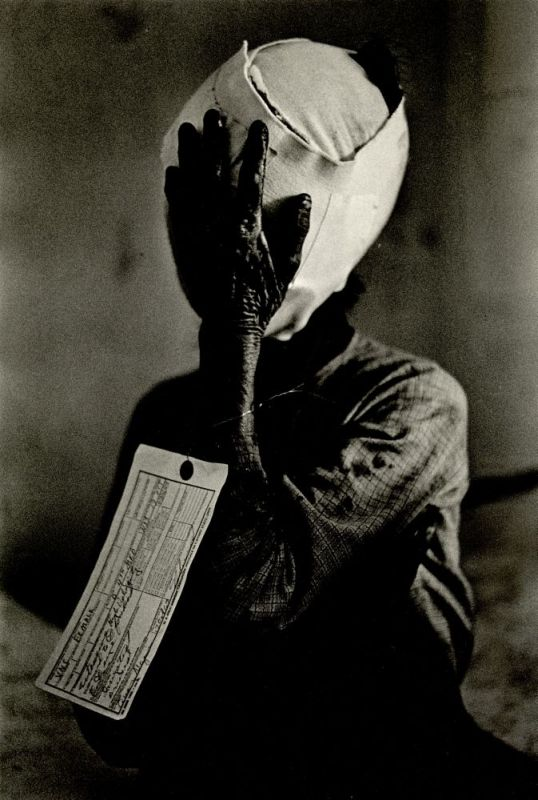
Donna vietnamita rimasta ferita durante la guerra. Foto scattata in Vietnam da Philip Jones Griffiths. 1967.

In Vietnam Griffiths inizia a visitare scrupolosamente ogni provincia del paese per meglio comprendere le condizioni di vita dei vietnamiti. Qui riesce a trovare quel coinvolgimento umano, etico e politico che stava cercando. L'amore per questo paese e per la sua gente lo porteranno a tornare in Vietnam e a raccontare le sue storie per trenta anni. 
In Vietnam Griffiths inizia a scattare foto in bianco e nero con l'obiettivo di scioccare l'osservatore ma non disgustarlo: voleva informare la popolazione, non far sì che questa, troppo impressionata, chiudesse il giornale rinunciando conseguentemente alla verità che si celava dietro i suoi scatti. Fotografa gli attacchi, le sofferenze, la guerra ma ciò che realmente gli interessa sono le contraddizioni. Rende i suoi scatti più realistici e naturali possibili cercando di cogliere la quotidianità e l'umanità nascosta nei cecchini annoiati e nei vietnamiti intenti a fare il bagno in un cratere formatosi dallo scoppio di una bomba. "Ho sempre cercato il lato caustico della vita, in cui c’è l’orrore ma anche l’umanità", sostiene Griffiths stesso in un'intervista.
L'obiettivo di Griffiths è quello di essere quanto più oggettivo possibile e immortalare l'assurdità di una guerra fra una potenza mondiale e una popolazione semplice, una guerra per la quale tutti i media americani erano a favore. Scatta fotografie che mostrano le dure condizioni di vita dei vietnamiti, foto che hanno contribuito a modificare l'opinione pubblica statunitense nei confronti della guerra.
Quando nel 1968 i vietnamiti attaccano l'Ambasciata americana, Griffiths si trova a decidere se lavorare all'Associated Press e vedere pubblicate le sue foto in prima pagina, oppure rimanere alla Magnum e cercare di documentare la storia del Vietnam con maggior profondità e lasciare una testimonianza più duratura. Decise di prendere quest'ultima strada.
Tuttavia la Magnum Photos ritiene queste foto troppo dannose per essere pubblicate e vendute a un mercato dominato dai media americani, quindi Griffiths è costretto a rinunciare a questo reportage.
Anche se la Magnum non pubblica le sue foto, questo reportage sul Vietnam trova spazio nell'opera più importante di Jones Griffiths, Vietnam Inc. . Questo libro, pubblicato nel 1971, viene considerato uno dei più importanti libri di fotogiornalismo di quel periodo. "Nessuna foto è superflua, ognuna è stata inserita per comunicare un messaggio", commenta Will Troughton, curatore della Biblioteca Nazionale del Galles.
Risultato di tre anni di lavoro, Vietnam Inc. contiene più di 250 fotografie che hanno contribuito a modificare l'opinione pubblica statunitense, mostrando agli americani le gravi conseguenze della guerra sul popolo vietnamita.
Ogni immagine è accompagnata da didascalie che ne aiutano la comprensione ed esprimono la rabbia e la disperazione del fotografo stesso. Le foto mostrano la calma e la dignità dei vietnamiti di fronte all'orrore della guerra e questo testimonia la profonda affinità fra Griffiths e questa popolazione, la quale rievocava in lui i ricordi dell'infanzia in Galles e le persone che lì vi crescevano.
Nonostante queste foto mostrino la violenza della potenza americana, ritraendo bambini morti e villaggi bruciati, da alcuni scatti sembra emergere una certa simpatia nei confronti dei soldati americani, immortalati nella loro vulnerabilità e in atti di gentilezza, sconcertati e confusi. Probabilmente lo stesso Griffiths li considerava vittime di una guerra ai loro occhi priva di senso.
Dall'esperienza in Vietnam nasce anche il libro  Agent Orange: Collateral Damage in Vietnam . Durante la guerra gli Stati Uniti sganciarono sul territorio vietnamita 46 milioni di litri di Agent Orange, un potente erbicida utilizzato con l'obiettivo di impedire all'esercito vietnamita di rifugiarsi nelle foreste e per distruggere le colture che garantivano l'approvvigionamento. Agent Orange è sia un tributo alle vittime, sia un appello alla giustizia. Gli effetti di questo composto chimico sono evidenti nelle foto scattate da Griffiths stesso: bambini mutilati, senza occhi e ingenti danni neurologici. 
Ancora nel 2017 il Vietnam deve far fronte ai numerosi danni ecologici apportati da questo erbicida: fino al 40% del territorio vietnamita è classificato come sterile, il 4% delle donne incinte hanno riscontrato problemi riguardo alla malformazione del feto e il 6% dei bambini presentano malformazioni congenite.
Nonostante ciò il governo degli Stati Uniti continua a rifiutarsi di accettare alcuna responsabilità e di ricompensare le vittime.
Nel 1973 Griffiths partecipa in qualità di fotoreporter alla guerra dello Yom Kippur, per poi lavorare in Cambogia tra il 1973 e il 1975.
Nella capitale cambogiana Phnom Penh Griffiths scatta fotografie di Jackie Kennedy in vacanza con un amico: uno scoop che gli permise di ottenere il denaro necessario per tornare a lavorare al suo progetto in Vietnam a seguito della censura delle sue foto da parte della Magnum.
Nel 1977 si trova in Thailandia per poi trasferirsi nel 1980 a New York, dove viene promosso a presidente della Magnum , mantenendo questo incarico per 5 anni. 
Il suo lavoro lo vede presente in 120 paesi diversi, prima di morire a causa di un cancro nella sua casa a Londra nel 2008.
Ritenendo il matrimonio un'"opzione borghese", Griffiths non si sposò mai nella sua vita ma ebbe due lunghe relazioni che portarono alla nascita delle due sue figlie, Fanny Ferrato e Katherine Holden.

### Recollections
Prima di divenire celebre per le fotografie scattate durante la guerra vietnamita, nei primi anni della sua carriera, quando ancora viveva in Gran Bretagna, Griffiths scatta una serie di fotografie che verranno poi a far parte del suo libro Recollections, pubblicato nel 2008. Si tratta di una raccolta di fotografie raffiguranti la Gran Bretagna dagli anni '50 agli anni '70. Griffiths fotografa personaggi politici e celebrità britanniche come i Beatles, immortalati durante il loro primo concerto al teatro Empire di Liverpool nel 1963. È famosa ad esempio la foto scattata a Ringo Starr intento a firmare l'autografo di una fan, indossando soltanto le mutande e una camicia. Fotografie che documentano la nascita della rivoluzione sessuale propria dei paesi occidentali, lo sconvolgimento della vecchia generazione e la sensazione di libertà nella nuova.
Griffiths scatta foto anche di minatori in Galles, di soldati nell'Irlanda del Nord e delle diverse proteste che affollavano le strade londinesi. Fotografie quindi volte anche a cogliere aspetti della quotidianità, eventi politici importanti e la miseria dell'epoca.
Recollections ha suscitato la commozione del politico britannico Tony Benn, il quale ringraziò personalmente Griffiths per il lavoro svolto, commentando: "È un libro molto importante perché, per me e tutti quelli della mia età, è una cronaca di un periodo di storia che potrebbe sembrare lontano ma che ha portato a idee di grande importanza per il futuro".

### Vietnam at Peace
A differenza di altri fotoreporter che documentarono la guerra vietnamita, Philip Jones Griffiths torna in Vietnam quasi ogni anno dopo la fine del conflitto nel 1975, per trent'anni. "Philip Jones Griffiths è colui che ci ha mostrato il Vietnam come un paese, non come una guerra, e i vietnamiti come una comunità umana straordinaria", sostenne John Pilger (giornalista australiano).

Terminata la guerra infatti, il fotografo della Magnum torna in Vietnam altre 25 volte, accumulando testimonianze sulla trasformazione post-bellica del paese. 
Pubblica così Vietnam at Peace, libro che mostra la forza con la quale il popolo vietnamita tenta di riemergere dalla devastazione della guerra. Griffiths fotografa la gioia della vittoria subito smorzata dal disagio provocato dalle conseguenze della guerra, a testimonianza di un paese che ancora nel 2017 è segnato dai tragici eventi che lo hanno colpito.

### Dark Odyssey

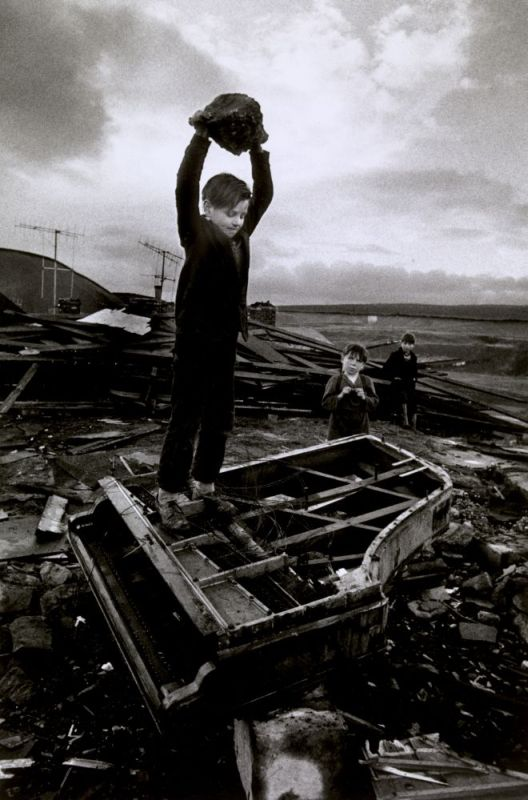
Fotografia scattata da Philip Jones Griffiths nel 1961, raffigurante un ragazzo che distrugge un pianoforte a coda con un masso.

Dopo più di quarant'anni di carriera e circa 140 paesi visitati, Griffiths viene ricordato come un fotoreporter abile a catturare contemporaneamente la brutalità e la compassione della quale gli uomini sono capaci. Raccoglie così in  Dark Odyssey  la testimonianza dei suoi viaggi in un mondo caotico, dal paese natio alla devastazione del Vietnam, attraverso Europa, Africa e Asia.
Le immagini che vanno a costituire quest'opera colgono e mostrano ogni aspetto della vita umana, dalla violenza alla frivolezza, dalla morte all'amore, ponendo l'attenzione sulla devastazione ma allo stesso tempo sulla bellezza dei nostri tempi. Griffiths coglie i semplici sguardi di un bambino che osserva la madre sfigurata dalla violenza della guerra, gli occhi cupi di una donna errante fra le tombe del cimitero di Hiroshima e la gioia di un ragazzo che lancia un masso su un pianoforte. Ogni foto è contrassegnata da note dell'autore, il quale commenta: "Ho viaggiato per oltre 140 paesi cercando di dare un senso a tutto questo. Ho scoperto che quasi tutte le mie convinzioni crollavano se sottoposte a un esame minuzioso. La verità spesso è solo uno strumento che serve per l'obiettivo di qualcun altro".

## Lo stile fotografico
Nel corso della sua carriera Philip Jones Griffiths utilizza una vasta gamma di macchine fotografiche: subacquee, digitali, panoramiche, macchine compatte...
Seguendo le orme del fotografo francese Henri Cartier-Bresson, Griffiths ha sempre privilegiato la fotografia in bianco e nero, imparando a sfruttarne il potenziale emotivo. Nonostante questa sua vocazione, per finanziare i suoi viaggi è costretto ad adeguarsi alle evoluzioni tecnologiche delle fotocamere per vendere le sue foto ai giornali che all'epoca privilegiavano la fotografia a colori. Inizia così a utilizzare pellicole fotografiche a colori, prediligendo Kodachrome e Ektachrome, ristampando poi le stesse foto in bianco e nero per uso proprio. 
Infatti molte delle fotografie più famose di Griffiths sono state prima realizzate su pellicole a colori. 
Dall'utilizzo di Extachrome emerge però un problema: il colore verde tende a dominare in modo orribile nelle sue foto. Per questo Griffiths, sfruttando le sue vecchie conoscenze da farmacista, realizza una sorta di scatola nella quale poter conservare le proprie pellicole. Questa scatola venne dipinta di nero e posizionata sul tetto dell'Hotel Royale di Ho Chi Minh city, dove alloggiava. Le pellicole rimasero nella scatola oscura a sfruttare il calore del sole finché non furono pronte e prive della sfumatura verde che le danneggiava.

## La Fondazione Philip Jones Griffiths
Nel 2000 Griffiths fonda la Philip Jones Griffiths Foundation con lo scopo di educare il pubblico all'arte della fotografia, essere fonte di ispirazione per i giovani fotoreporter e preservare le sue fotografie. Gli amministratori della fondazione sono le figlie Fanny Ferrato e Katherine Holden, le quali si sono occupate dell'organizzazione di una serie di mostre fotografiche a New York e Los Angeles.
A seguito della morte del fotografo, il suo archivio fotografico è stato ospitato in Galles presso la Biblioteca Nazionale che oggi contiene circa 30.000 sue stampe. 
La fondazione si pone inoltre l'obiettivo di sostenere i giovani fotografi con borse di studio annuali.

## Opere
Nel corso della sua carriera, Philip Jones Griffiths pubblica cinque libri contenenti le sue fotografie più importanti:
- (EN) Philip Jones Griffiths, Vietnam Inc., New York, Collier, 1971, ISBN 978-0-7148-4603-3.
- (EN) Philip Jones Griffiths, Dark Odyssey, New York, Aperture, 1996, ISBN 978-0-89381-645-2.
- (EN) Philip Jones Griffiths, Agent Orange: Collateral Damage in Vietnam, Londra, Trolley Books, 2004, ISBN 978-1-904563-05-1.
- (EN) Philip Jones Griffiths, Vietnam at Peace, Londra, Trolley Books, 2005, ISBN 978-1-904563-38-9.
- (EN) Philip Jones Griffiths, Recollections, Londra, Trolley Books, 2008, ISBN 978-1-904563-70-9.